# Tyroler József
Tyroler József (Alsókubin, 1822. – Pest, 1854. október 26.) réz- és acélmetsző, Kossuth-bankók rajzolója és Petőfi Sándor acélmetszetű arcképének készítője.

## Életrajza
Tyroler Jakab (Alsókubin, 1783 k. – Pest, 1849. december 18.) fiaként született, 12-en voltak testvérek. 15 éves korában Pestre küldték inasnak. 1837-ben Pesten is telepedett le, és Tomola Ferdinánd műkereskedésében lett alkalmazott. Feltehetően Pesten tanulta ki a réz- és acélmetszést. 1840-ben a Der Ungarn című lap mellékletében jelent meg egy Liszt Ferencről készült rézmetszetű arcképe. Az 1840-es évektől haláláig – Vidéky Károly, Perlasca Domokos és Fuchsthaller Alajos mellett – Pest-Buda egyik legtöbbet foglalkoztatott metszője volt. Számos képet készített különböző lapok – például az Ungar, Hölgyfutár, Délibáb – számára. Petőfi Sándor 1847-ben megjelent költeményei címlapjára ő metszette a költő arcképét. Tyroler később szorosabb barátságba is került Petőfivel. Kéry Gyula, a Petőfi Társaság egykori titkárja a Petőfi-ház történetéről irt munkájában elmondja, hogy a költő hosszabb ideig lakott a Tyroler-családnál, ahol egy kis udvari szobában húzódott meg. 
Önálló műlapokat is megjelentetett, ezek közül legismertebb Petőfi Sándor portréja (Barabás Miklós rajza alapján), az első felelős magyar kormány tagjairól készített csoportképe (Weber Henrik rajza alapján) valamint az 1848. április 1-jén Pestre érkező Kossuthot ábrázoló képe. Arcképmetszetei közül legismertebbek: József nádor portréja, melyért 100 forint külön jutalomban részesült, IX. Piusz pápa, Hunyadi János, Mátyás király, Lola Montez.
Az 1848–49-es szabadságharc idején már mint az állami bankjegynyomda alkalmazottja, Wachtler Fülöppel ő készítette a Kossuth-bankók lemezeit, amiért a szabadságharc bukása után néhány hónapig a pesti Újépületben raboskodott. 1853. december 4-én Óbudán feleségül vette Marie Denhofot. Halálát tüdőbaj okozta.
- Az 1848. április 1-jén Pestre érkező Kossuth Lajos portréja
- Magyarország és Erdély egyesülésének allegóriája. Tyroler József metszete (1848)
- Kossuth-bankó. Tervezte:Tyroler József